# 春日部共栄中学高等学校
春日部共栄中学高等学校（かすかべきょうえいちゅうがくこうとうがっこう）は、埼玉県春日部市上大増新田に所在し、中高一貫教育を提供する私立中学校・高等学校。
高等学校において、中学校から入学した内部進学の生徒と高等学校から入学した外部進学の生徒との間では、3年間別クラスになる併設型中高一貫校。

## 概要
2022年から二期制、45分7時間授業、完全週休2日を実施している。
1年次は選抜・特進E系・特進S系の3コース。
2年次からは選抜コース（文系・理系）、特進コース（文系・理系）の4コースに分かれる。2年次からのコースは希望と成績により決定。

## 沿革
- 1980年　設立
- 1991年　全校舎が冷暖房化
- 1993年　野球部が第75回夏の甲子園において準優勝を果たす。
- 2003年　中学校設立。この時点では高校校舎の3教室が使用された。
- 2005年　中学校舎竣工。設計は高校OBの田中俊行。
- 2017年　至誠館（新体育館）竣工。

## 設置学科
- 普通科
  - 選抜コース
  - 特進コース（E系・S系）

## 進路
系列校の共栄大学へ進学する人はわずかで、ほとんどの人は他大学へ進学する。
2022年、国公立大学に91名が現役合格した。

## 部活動
運動部では水泳部が県内屈指の強豪として知られ、6名のオリンピック選手を輩出し、男女ともインターハイ総合優勝の経験がある。野球部は1993年夏（第75回）に準優勝に輝いた。文化部では吹奏楽部が強豪で、2000年に全日本吹奏楽コンクールに初出場し、金賞受賞。通算6回金賞を受賞している。

### 運動部
野球部
- 全国高等学校野球選手権大会5回出場（1993年〈第75回〉・準優勝）
- 選抜高等学校野球大会3回出場（1997年〈第69回〉・ベスト8）

水泳部
- 日本高等学校選手権水泳競技大会（インターハイ）36年連続36回出場（男子：総合優勝2回・準優勝4回、女子：総合優勝1回・準優勝6回）

女子バレーボール部
- 春の高校バレー4回出場（3位が1回）
- 全国高等学校総合体育大会バレーボール競技大会（インターハイ）15回出場（2011年3位）

男子バレーボール部
- 春の高校バレー1回出場
- 全国高等学校総合体育大会バレーボール競技大会（インターハイ）7回出場（2005年準優勝）

アーチェリー部
- 全国高等学校総合体育大会アーチェリー競技大会（インターハイ）14回出場
- 全国高等学校アーチェリー選抜大会11回出場

パワーリフティング部
- 全日本高等学校パワーリフティング選手権大会（男子団体：優勝3回、女子団体：優勝1回）
- 世界サブジュニアパワーリフティング大会出場

### 文化部
吹奏楽部
- 全日本吹奏楽コンクール17回出場（金賞6回受賞）
- 全日本アンサンブルコンテスト金賞受賞
- 日本管楽合奏コンテスト　最優秀グランプリ・文部科学大臣賞受賞（2回）

管弦楽部
- 全国高等学校総合文化祭8回出場
- 全国高等学校選抜オーケストラフェスタ22年連続出場

## 施設・設備
- 中学校舎
- 高校校舎
- 多目的ホール
- 食堂
- 体育館
- 至誠館（2017年3月に竣工した新体育館）
- 25m屋内プール（6レーン）
- テニスコート（校内に3面、第3グラウンドに6面）
- 柔道場
- 総合グラウンド
- 第2グラウンド（ソフトボール・ハンドボール場）
- 第3グラウンド（隣の春日部市立大増中学校の奥にあるテニスコート）
- 野球場
- 春栄寮（野球部寮）
- 学習センター（春日部駅西口から徒歩1分）

## 最寄駅
- 豊春駅より徒歩約20分
- 春日部駅西口よりスクールバス
- 学校の裏手にハローワーク、かすかべ湯元温泉、みくに病院が所在し、近くに秀和総合病院も所在しているので、そこに行く路線バス（朝日自動車）も利用可能。
- 春日部市コミュニティバス「春バス」の「増戸・豊春駅ルート」に乗り、「大増中学校」か「春日部共栄入口」バス停で下車（1日6 - 7便）[3]。

## 不祥事
- 2004年、2年生の野球部員（当時16歳）が、中学1年の女子生徒（当時12歳）に「騒ぐと殺すぞ」と言って腕を引っ張ったとして、暴行容疑で5月11日、杉戸警察署に逮捕された。その後、別の強制わいせつ容疑で再逮捕され、さいたま家庭裁判所に送られている[4]。野球部は5月15日から春季関東大会に出場、20日の大会終了後に県高野連に事件を報告した。その後、日本高等学校野球連盟からは厳重注意処分が下され、夏の県大会には第1シードとして出場したが、3回戦で敗れた。
- 2006年、麻原彰晃の次男が春日部共栄中学校に合格したものの、麻原の息子だという理由で入学を拒否された[5]。次男らは、日本国憲法で禁止された不当な差別によって精神的苦痛を受けたとして、春日部共栄中学校に損害賠償を求める訴えを起こした[6]。
- 2007年、大学合格実績水増し問題が発覚した。同校は1993年頃からデータ収集のために、一部の生徒に大学受験を依頼して、受験料の負担を始めた。2007年春は、4人に早稲田や慶應義塾・上智・明治など計8大学の受験を依頼し、73学部・学科に合格した。1人で20学部・学科に合格したケースもある。4人の受験料（合計100万円以上）は同校が負担した。負担は続けるが、合格実績の発表方法は改めたいとしている。
- 2019年1月、野球部の現監督、本多利治（65）による部員への体罰が発覚した[7]。2017年4～5月頃にあった上級生による暴言や平手打ちなど部内でのいじめで当時の1年生が転校しており、保護者からの申し出を受けて同校が2017年末に第三者委員会を設置して1年間ほど調査していたところ、監督が2018年4月、練習試合中に見逃し三振した当時2、3年生の部員3人の顔を平手打ちしたり、蹴ったりする体罰が発覚。日本学生野球協会は監督を部内暴力と報告義務違反で1月12日～5月11日まで4カ月間の謹慎処分にした。同校は学校としての処分内容を明らかにしていないが、後任の監督を部長に選定した。前年秋の秋季関東大会準優勝でセンバツ選出が確実視されていた中での体罰発覚だった。センバツ出場は辞退せず新監督のもとで臨んだが、1回戦で高松商に0-8で敗れた。その後、謹慎していた前監督が6月11日付で監督に復帰した。

## 著名な出身者
作家
- 越谷オサム
- 美水かがみ

実業家
- 青笹寛史

芸能人
- かとうれいこ
- 國府田マリ子
- 三遊亭多歌介
- 佐々麻梨江
- 野口由佳
- 山本真央樹

野球
- 平塚克洋
- 城石憲之
- 橿渕聡
- 土肥義弘
- 本柳和也
- 小林宏之
- 中里篤史
- 古川祐樹
- 大竹秀義
- 斉藤彰吾
- 靍岡賢二郎
- 中村勝
- 大道温貴
- 村田賢一
- 平尾柊翔

バレーボール
- 鈴木洋美
- 田中弓貴
- 渡辺真由美
- 高橋頌
- 間橋香織
- 小野寺友香
- 細沼綾
- 入澤まい

水泳
- 川路遥香（競輪に転向）
- 北川麻美
- 古賀淳也
- 司東利恵
- 不破央
- 星奈津美
- 松山陸

## 系列校
- 共栄大学
- 共栄学園短期大学
- 共栄学園中学高等学校
- 共栄幼稚園